# Специјална школа са домом ученика „Бубањ” Ниш
Специјална школа са домом ученика „Бубањ” Ниш је образовна установа за извођење посебног типа наставе за глувонему децу.
Прва школа и дом за глувонему децу основана је 1953. године у насељу Палилула, уз помоћ родитеља деце са оштећеним слухом, удружења глувих као и уз помоћ локалних власти. Школа је 1974. године премештена у нову зграду у насељу Ледена стена која је задовољавала све критеријуме за извођење посебног типа наставе за глувонему децу.
Уз много труда и средстава Специјална школа „Бубањ” из Ниша је успела да обезбеди сву потребну опрему и створи врло добре услове за одвијање наставе. Посебне просторије опремљене су за извођење практичне наставе, па тако у свом склопу школа има: кројачку радионицу, фризерски салон, пекару, браварску радионицу, салон за маникир и педикир и кабинет за графичаре и књиговесце.
Школски дом располаже са 22 собе за смештај ученика, две за смештај васпитача, трпезаријом, кухињом, здравственим блоком, собом за забаву и разоноду.